# Idrografia di Genova

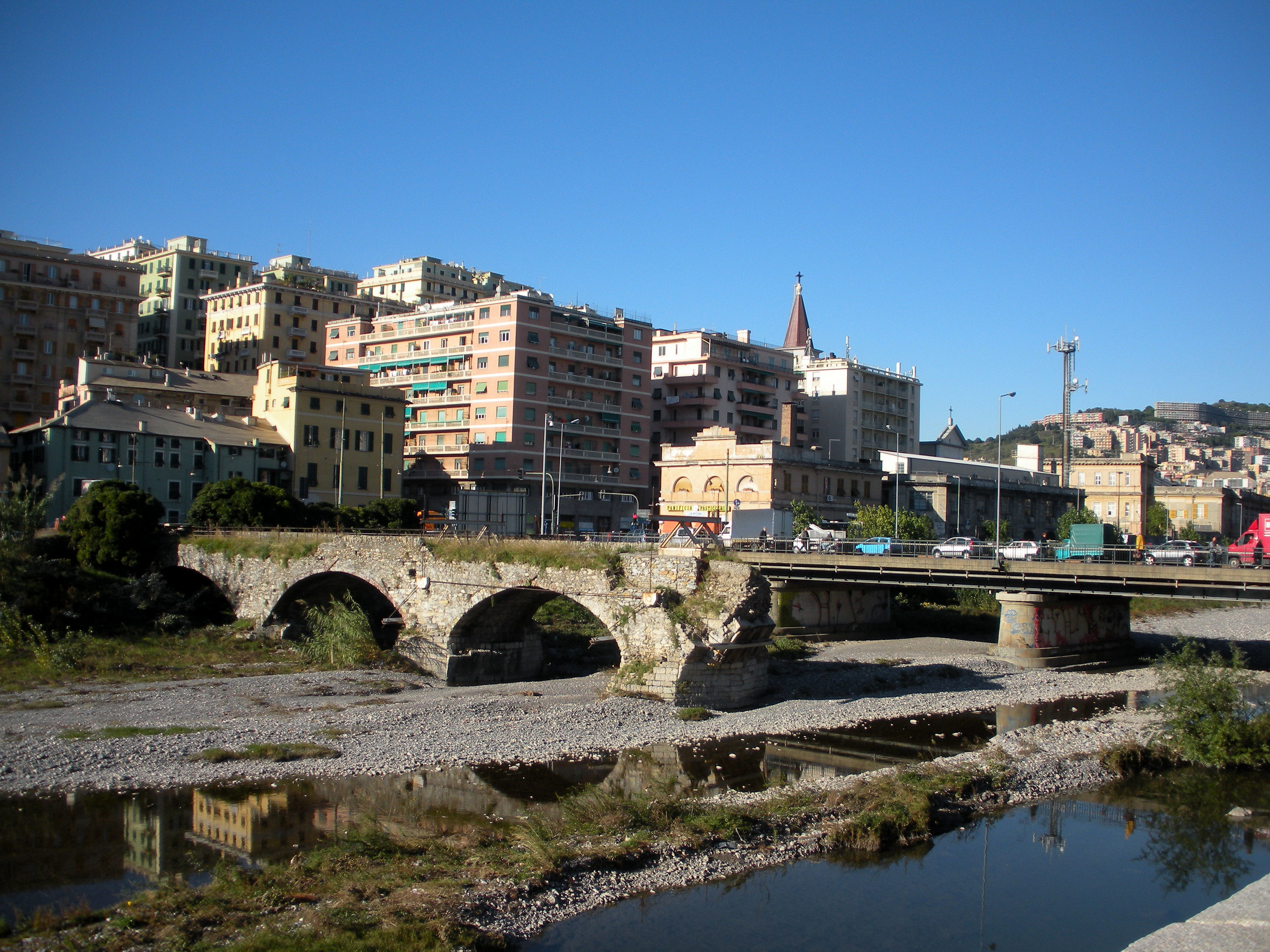
Il Bisagno a San Fruttuoso e i resti dell'antico ponte di S. Agata

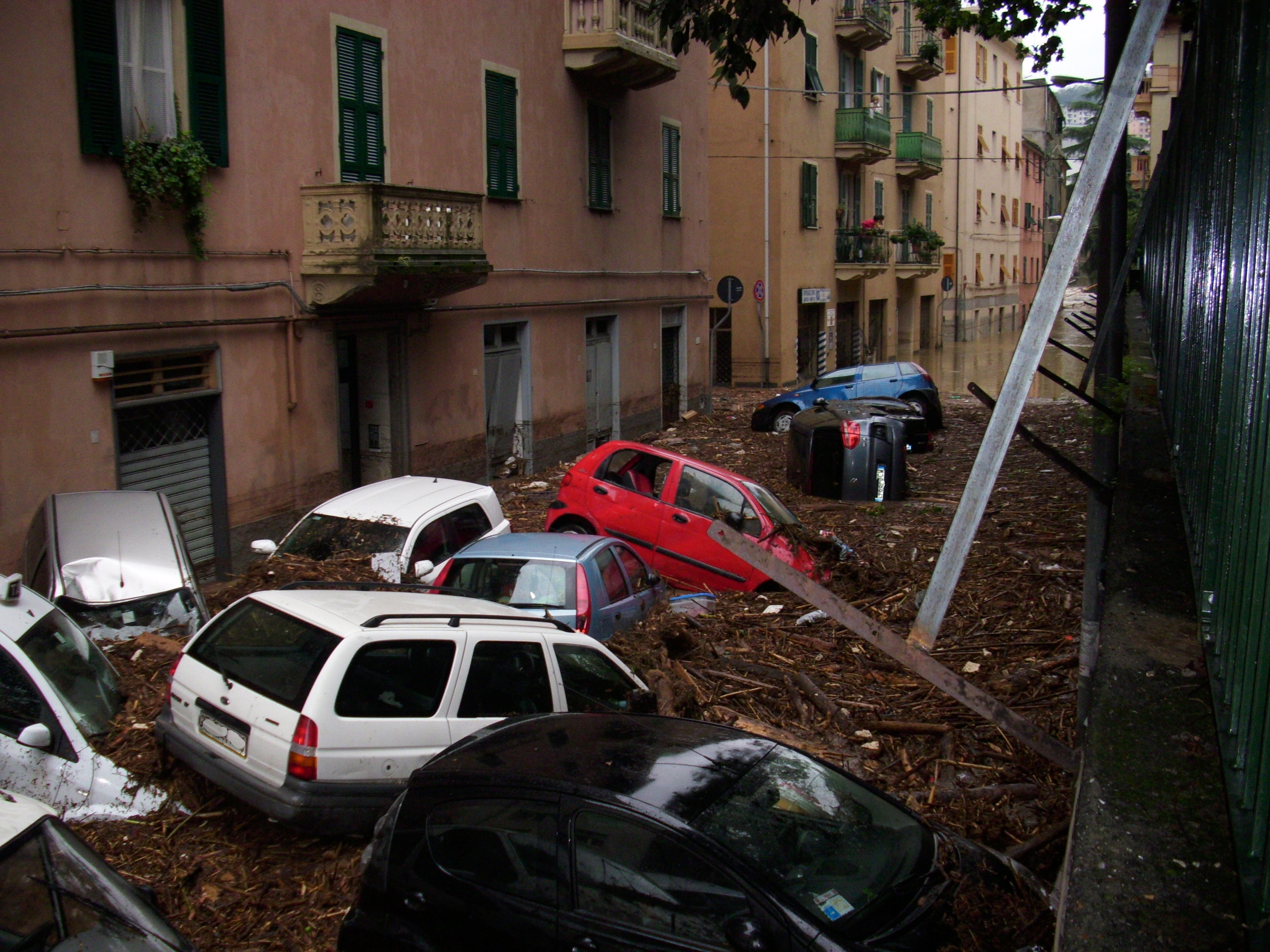
I disastrosi effetti dell’alluvione che ha colpito Sestri Ponente nell'ottobre del 2010: auto ammassate nei pressi del rio Molinassi.

Quasi tutti i corsi d'acqua che attraversano il territorio comunale di Genova hanno origine sul versante meridionale dell'Appennino Ligure e dopo un breve percorso in direzione nord-sud sfociano nel Mar Ligure; l'unico torrente parzialmente ricompreso nel comune di Genova che nasce sul versante settentrionale dell'Appennino Ligure è lo Stura di Ovada che delimita il confine con il comune di Bosio e quindi con il Piemonte.
Questi corsi d'acqua hanno regime torrentizio e in genere nel periodo estivo sono in stato di secca, mentre in conseguenza delle piogge autunnali e invernali possono verificarsi improvvise piene che talvolta provocano lo straripamento del corso d'acqua stesso, causando anche disastrosi eventi alluvionali; tali eventi sono favoriti dalla forte pendenza dei declivi vallivi, che non consente l'infiltrazione delle acque superficiali e quindi il suo assorbimento da parte del terreno, ma ne alimenta un rapido deflusso a fondovalle.
Di seguito sono elencati i torrenti che attraversano il comune di Genova da ovest a est, partendo dal torrente Cerusa, alla cui foce corrisponde il punto più settentrionale del Mediterraneo occidentale e dove, geograficamente, convergono la riviera ligure di ponente e la riviera ligure di levante, anche se convenzionalmente si considera il centro di Genova come punto di separazione tra le due riviere. Gli affluenti del Polcevera e del Bisagno sono indicati da nord a sud.

## Ponente

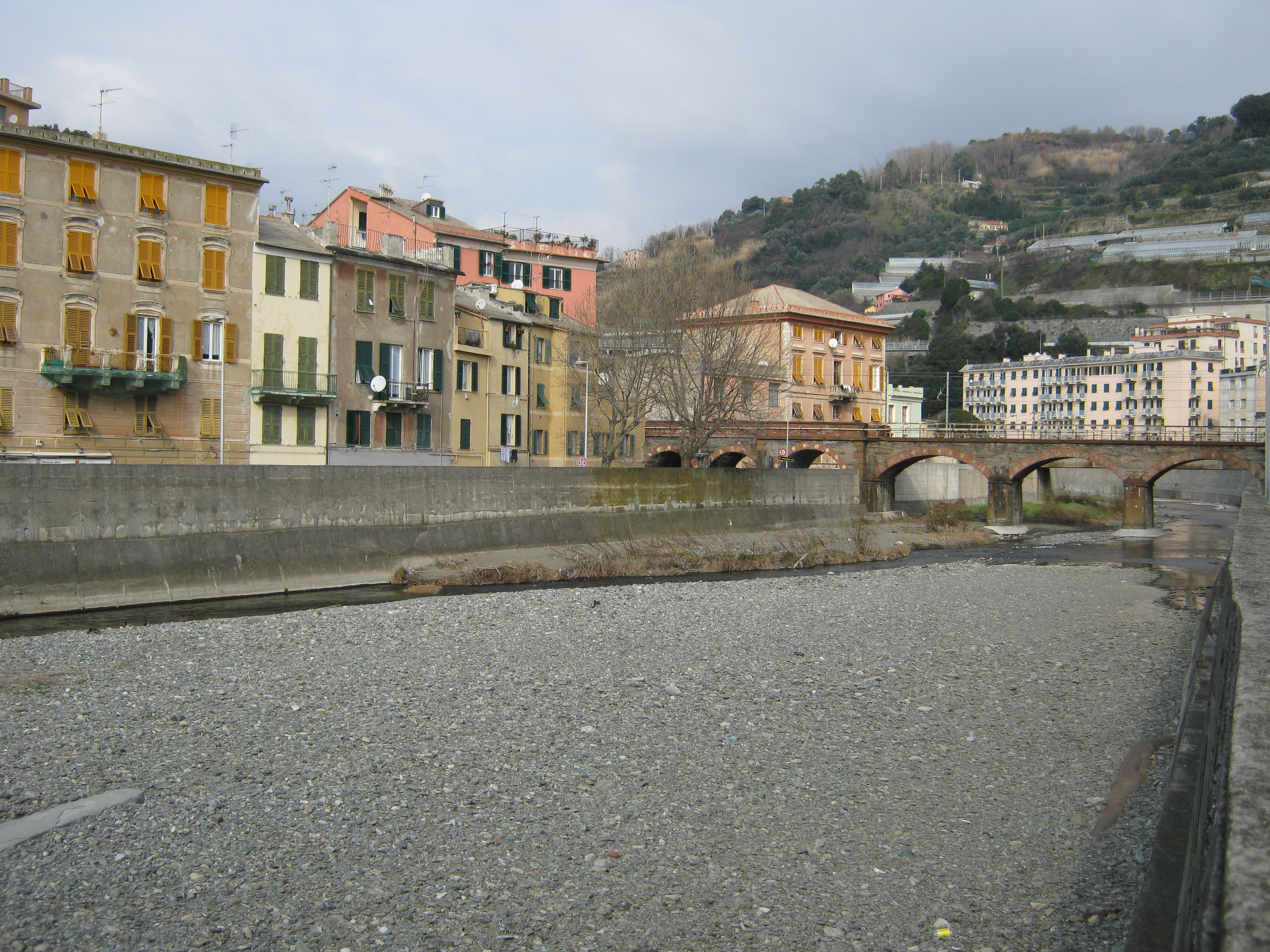
Il torrente Leira nel centro di Voltri
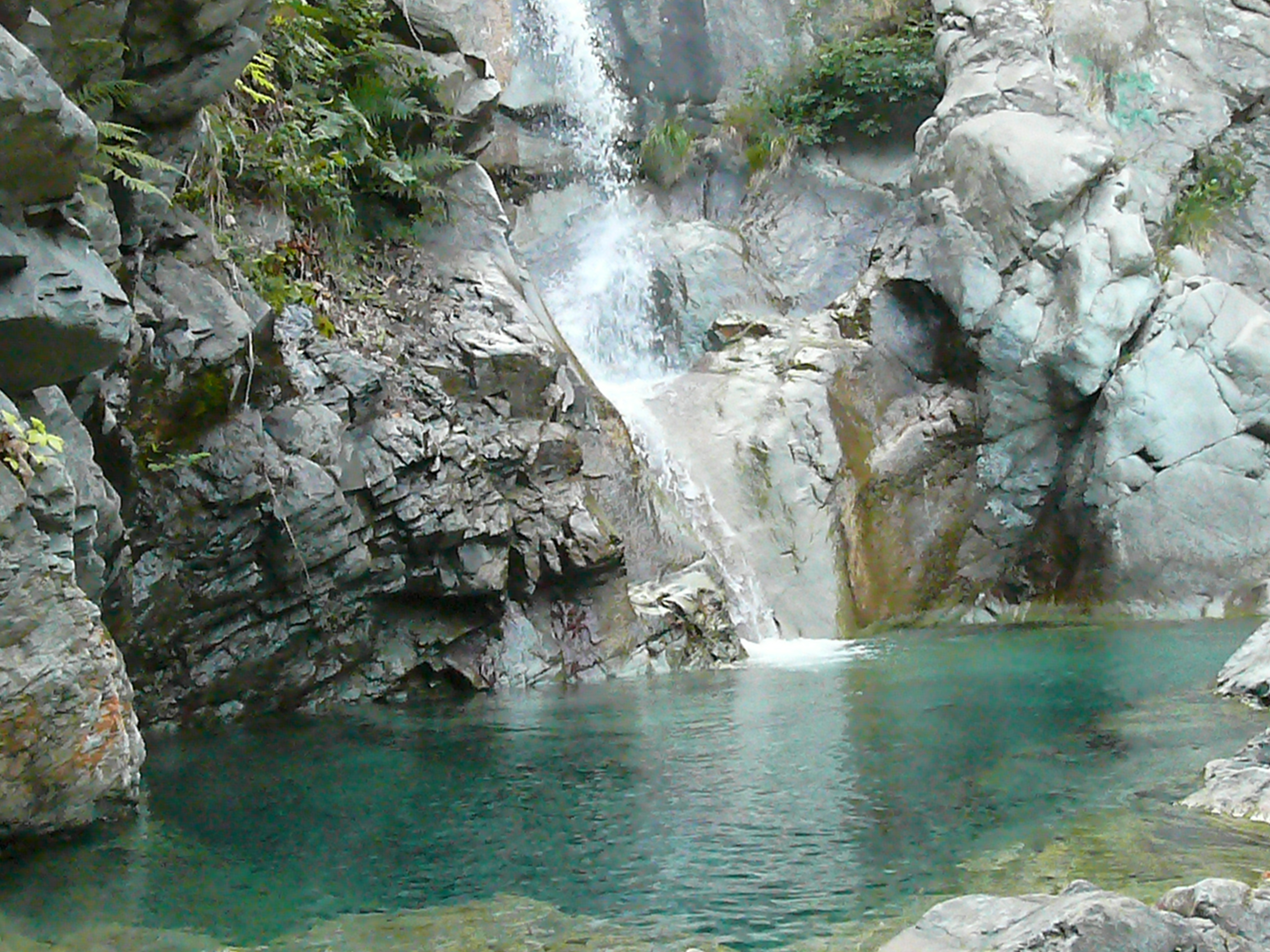
Una marmitta del rio Gandolfi in Val Varenna
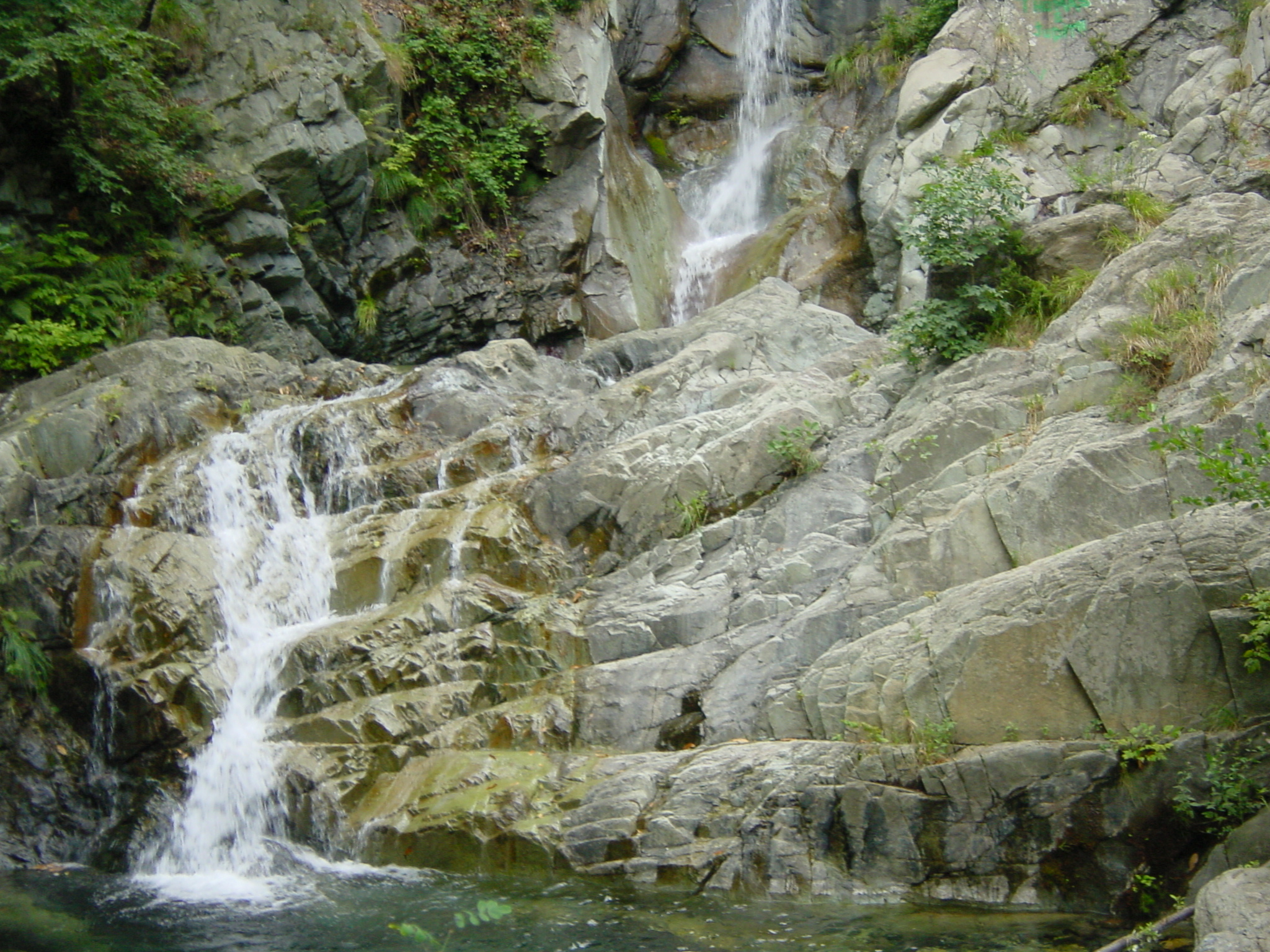
Cascata del rio Gandolfi, affluente del Varenna
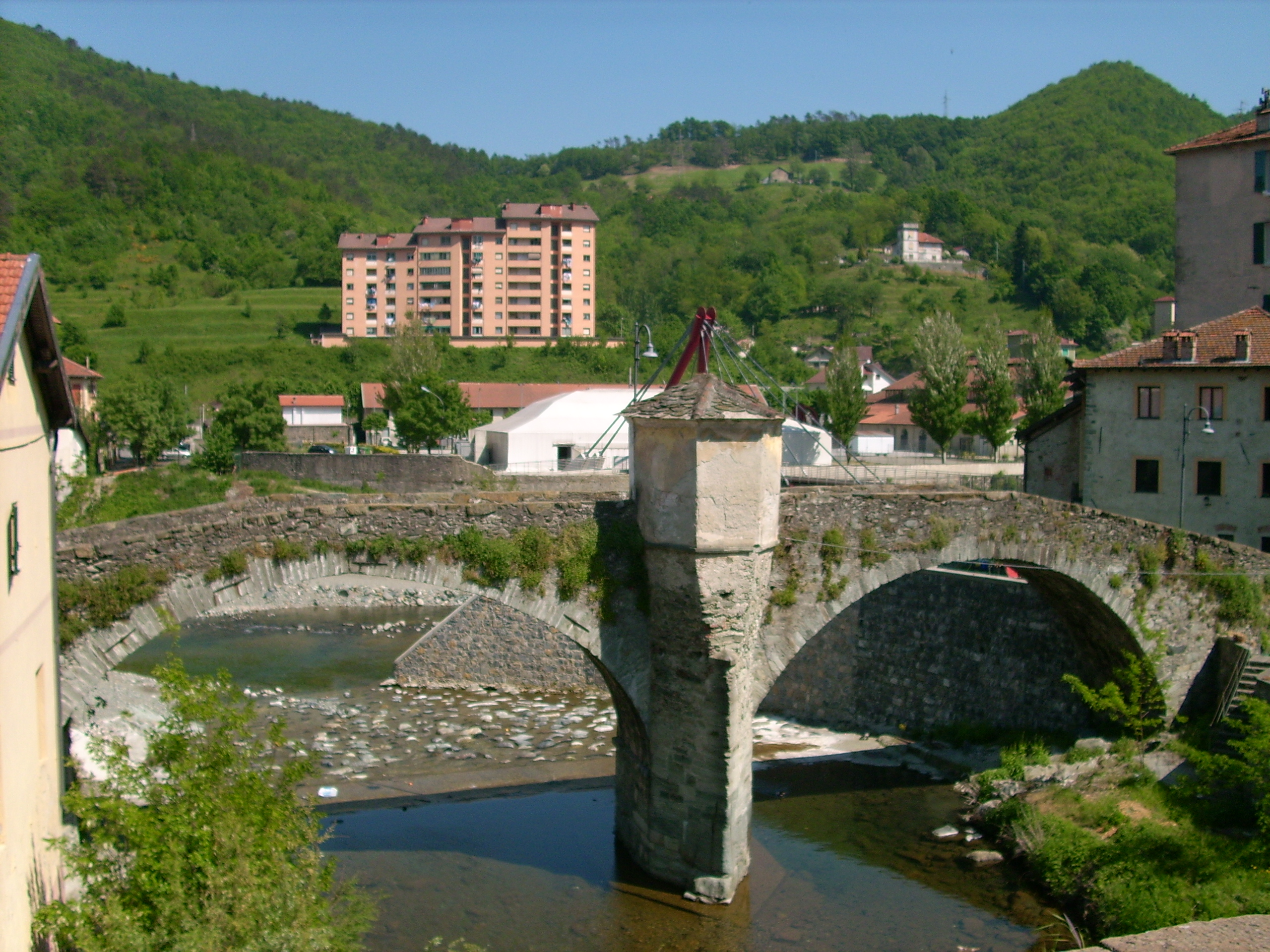
Lo Stura a Rossiglione

| Torrente            | Quartiere      | Sorgente                            | Lunghezza | Superficie bacino | Principali affluenti                                                                    | Fonte | Coordinate (foce)          | Note  |
| ------------------- | -------------- | ----------------------------------- | --------- | ----------------- | --------------------------------------------------------------------------------------- | ----- | -------------------------- | ----- |
| Stura               |                | Monte Orditano                      | 31 km     | 23 km²            | Vezzulla (dx), Ponzema (dx), Angassino (o Langassino) (dx), Gargassa (sx), Berlino (sx) |       |                            |       |
| Cerusa              | Voltri         | Bric del Dente                      | 11 km     | 23 km²            | Gava (dx), Secco (sx)                                                                   | [ 2 ] | 44°25′37.17″N 8°44′32.92″E |       |
| Leira               | Voltri         | Passo del Turchino                  | 10 km     | 27 km²            | Gorsexio (dx), Acquasanta (sx)                                                          | [ 3 ] | 44°25′37.12″N 8°45′07.22″E | [ 4 ] |
| Branega             | Prà            | Monte Riondo                        | 7 km      | 4,8 km²           | Numerosi ma poco significativi                                                          | [ 5 ] | 44°25′35.02″N 8°46′37.64″E |       |
| San Pietro (o Foce) | Prà            | Pian delle Monache                  | 3 km      | 3,6 km²           | Fagaggia (dx)                                                                           | [ 6 ] | 44°25′35.64″N 8°47′12.42″E |       |
| Varenna             | Pegli          | Monte Proratado                     | 12 km     | 22 km²            | Gandolfi (dx), Cantalupo (dx)                                                           | [ 7 ] | 44°25′28.07″N 8°49′20.05″E |       |
| Chiaravagna         | Sestri Ponente | Bric Pria Scugiente, Bric Rondinino | 7 km      | 11 km²            | Bianchetta (dx), Cassinelle (sx), Ruscarolo (sx)                                        | [ 8 ] | 44°25′07.99″N 8°51′04.64″E | [ 9 ] |

### Rivi minori del Ponente
Tra la foce del Leira e quella del Polcevera oltre a quelli elencati si trovano una serie di bacini di piccolissime dimensioni (< 2 km²), percorsi da brevi rivi, spesso tombinati, che scorrono quasi completamente in aree urbanizzate ; tra questi si possono citare:
- Rexello (Pegli)
- Marotto (Multedo)
- Molinassi (Sestri Ponente)
- Cantarena (Sestri Ponente)
- Gandolfo (Cornigliano)
- San Pietro (Cornigliano)

## Val Polcevera

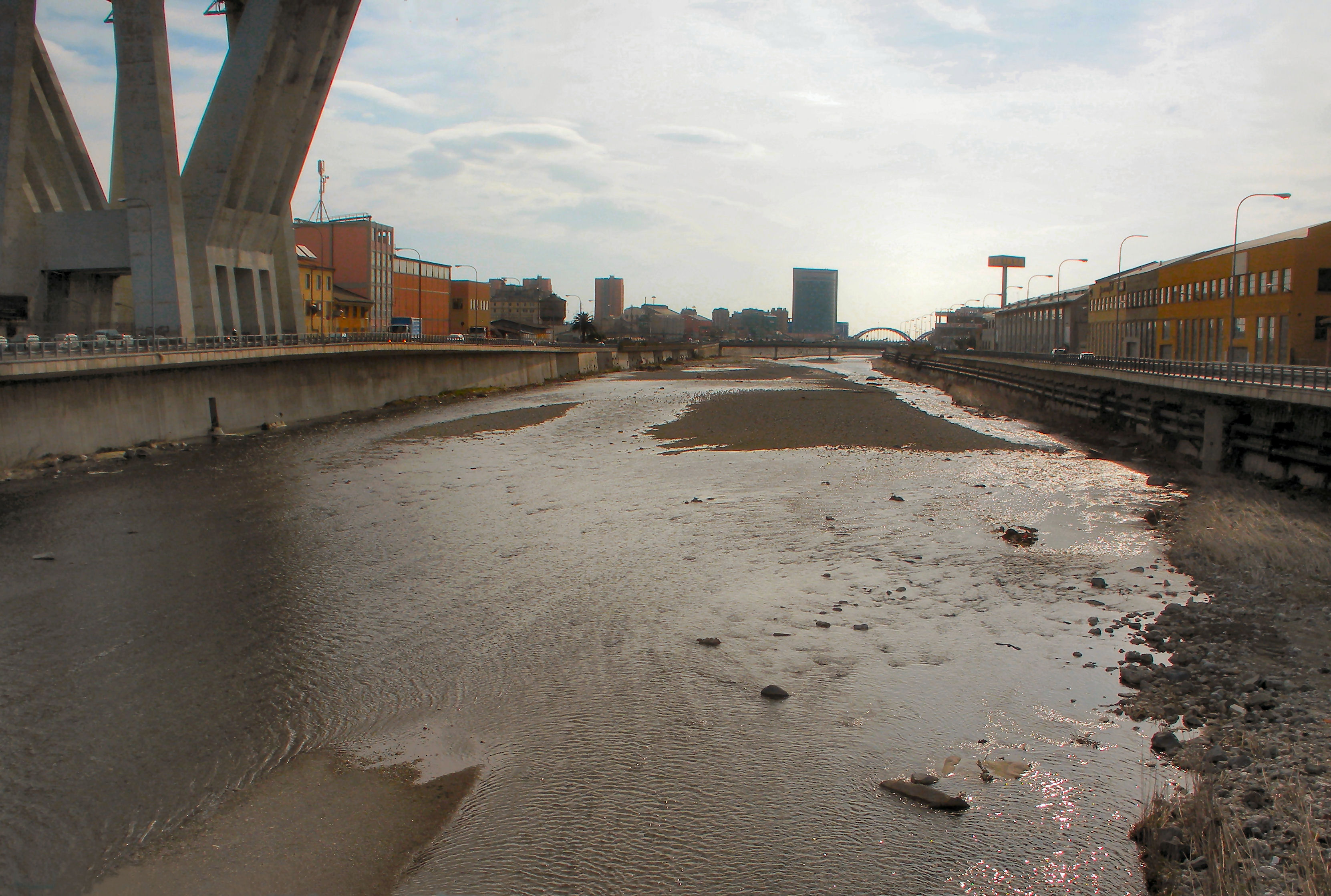
Il Polcevera a Campi, all'altezza del viadotto Polcevera dell'autostrada A10.

Il Polcevera è il maggiore bacino idrografico a ponente di Genova. Sfocia nell'area portuale tra Cornigliano e Sampierdarena, dopo aver attraversato i quartieri di Pontedecimo, Bolzaneto e Rivarolo.
La parte iniziale del suo corso, che scorre tra i comuni di Ceranesi e Campomorone, prende il nome di Verde, e convenzionalmente assume il nome di Polcevera solo dopo la confluenza del Riccò, a Pontedecimo.
Il bacino idrografico del Polcevera oltre che nei comuni di Genova, Ceranesi e Campomorone, si estende con i suoi affluenti anche in quelli di Mignanego, Serra Riccò e Sant'Olcese.
Nella seguente tabella sono riportati i dati relativi al Polcevera ed ai suoi principali affluenti.
| Torrente                                  | Quartiere                                                | Sorgente              | Lunghezza   | Superficie bacino | Principali affluenti                                        | Fonte  | Coordinate (foce)          | Note   |
| ----------------------------------------- | -------------------------------------------------------- | --------------------- | ----------- | ----------------- | ----------------------------------------------------------- | ------ | -------------------------- | ------ |
| Polcevera                                 | Pontedecimo Bolzaneto Rivarolo Cornigliano Sampierdarena | Monte Leco            | 19 km 11 km | 140 km²           | Elencati di seguito nella tabella                           | [ 13 ] | 44°24′36.53″N 8°52′35.49″E |        |
| Verde                                     | Pontedecimo                                              | Monte Leco            | 8 km        | 33 km²            | San Martino (dx), Gioventina (sx)                           | [ 13 ] | 44°29′52.05″N 8°54′09.11″E | [ 14 ] |
| Burba (affluente destro)                  | Bolzaneto                                                | Monte Figogna         | 4 km        |                   | Molinassi (dx)                                              | [ 13 ] | 44°27′58.35″N 8°53′56.36″E | [ 15 ] |
| Trasta (affluente destro)                 | Bolzaneto Rivarolo (Trasta)                              | Monte Teiolo          | 3 km        |                   |                                                             | [ 13 ] | 44°27′06.58″N 8°53′30.95″E |        |
| Pianego o Fegino (affluente destro)       | Borzoli                                                  | Monte Rocca dei Corvi | 3 km        |                   |                                                             | [ 13 ] | 44°26′05.36″N 8°53′22.14″E | [ 16 ] |
| Riccò (affluente sinistro)                | Pontedecimo                                              | Bric Montaldo         | 8 km        | 21 km²            | Montanesi (sx)                                              | [ 13 ] | 44°29′52.05″N 8°54′09.11″E | [ 17 ] |
| Secca (affluente sinistro)                | Bolzaneto                                                | Monte Capanna         | 12 km       | 45 km²            | Pernecco (sx), Comago (sx), Sardorella (sx)                 | [ 13 ] | 44°28′01.27″N 8°54′05.25″E | [ 18 ] |
| Goresina o Geminiano (affluente sinistro) | Bolzaneto                                                | Monte Due Fratelli    | 3 km        |                   |                                                             | [ 13 ] | 44°27′19.04″N 8°53′49.8″E  |        |
| Torbella (affluente sinistro)             | Rivarolo                                                 | Monte Due Fratelli    | 5 km        |                   | Rovara, Bruciate (dx), Rio del Diavolo, Rivassa, Garbo (dx) | [ 13 ] | 44°26′04.03″N 8°53′25.85″E |        |
| Maltempo (affluente sinistro)             | Rivarolo                                                 | Mura di Granarolo     | 2 km        |                   |                                                             |        | 44°25′54.85″N 8°53′25.47″E | [ 19 ] |

## Centro storico

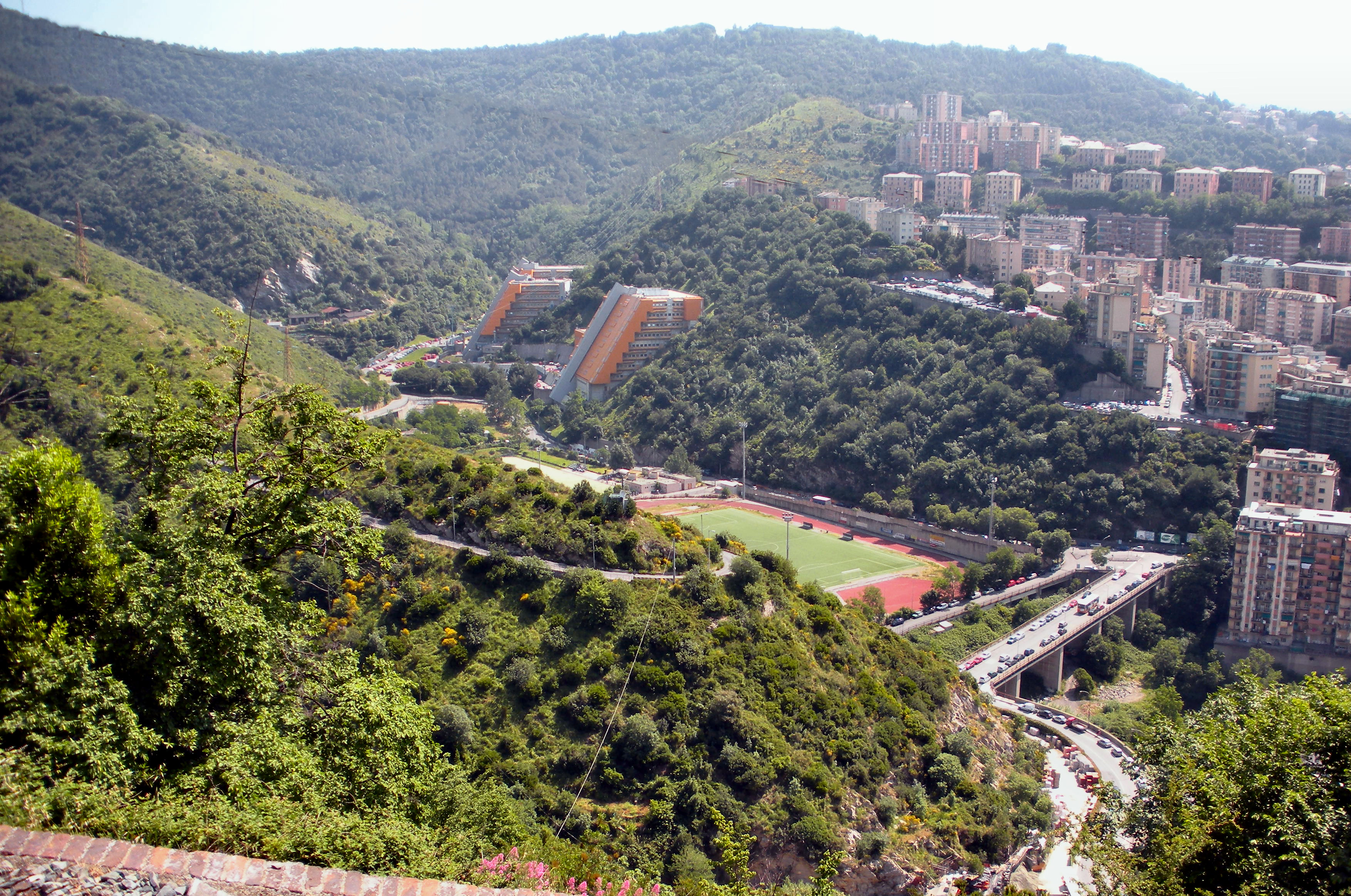
La valle del Lagaccio con il campo sportivo sorto sull'area dell'antico lago artificiale

La dorsale che dallo spartiacque appenninico, in direzione da nord a sud, separa le valli del Polcevera e del Bisagno, giunta in corrispondenza del Monte Peralto (sul quale sorge il Forte Sperone) si divide in due rami, coronati dalla cerchia delle mura seicentesche, che racchiudono i quartieri storici di Genova. La dorsale di ponente scende fino al capo Faro, dove sorge la Lanterna, quella di levante al colle di Carignano.
Quest'area, di circa 8,5 km² e quasi completamente urbanizzata, è divisa tra i bacini di otto piccoli corsi d'acqua, che scorrono tombinati sotto le vie dei vari quartieri, ad eccezione dei tratti a monte del rio Lagaccio e del rio San Lazzaro.
Il maggiore di questi è il rio Lagaccio (circa 3 km di lunghezza, di cui uno allo scoperto, ed un bacino di 2,36 km²); tutti i rivi del centro storico sfociano nel bacino portuale genovese. Questi corsi d'acqua, da ovest a est, sono i seguenti:
- San Bartolomeo (Sampierdarena) [21],
- San Lazzaro (San Teodoro)
- San Teodoro, nel quartiere omonimo
- Lagaccio, nel quartiere omonimo [22]
- Sant'Ugo (Oregina, Prè)
- Carbonara (Oregina, Prè)
- Sant'Anna (Castelletto, Maddalena)
- Torbido (Portoria)

## Val Bisagno

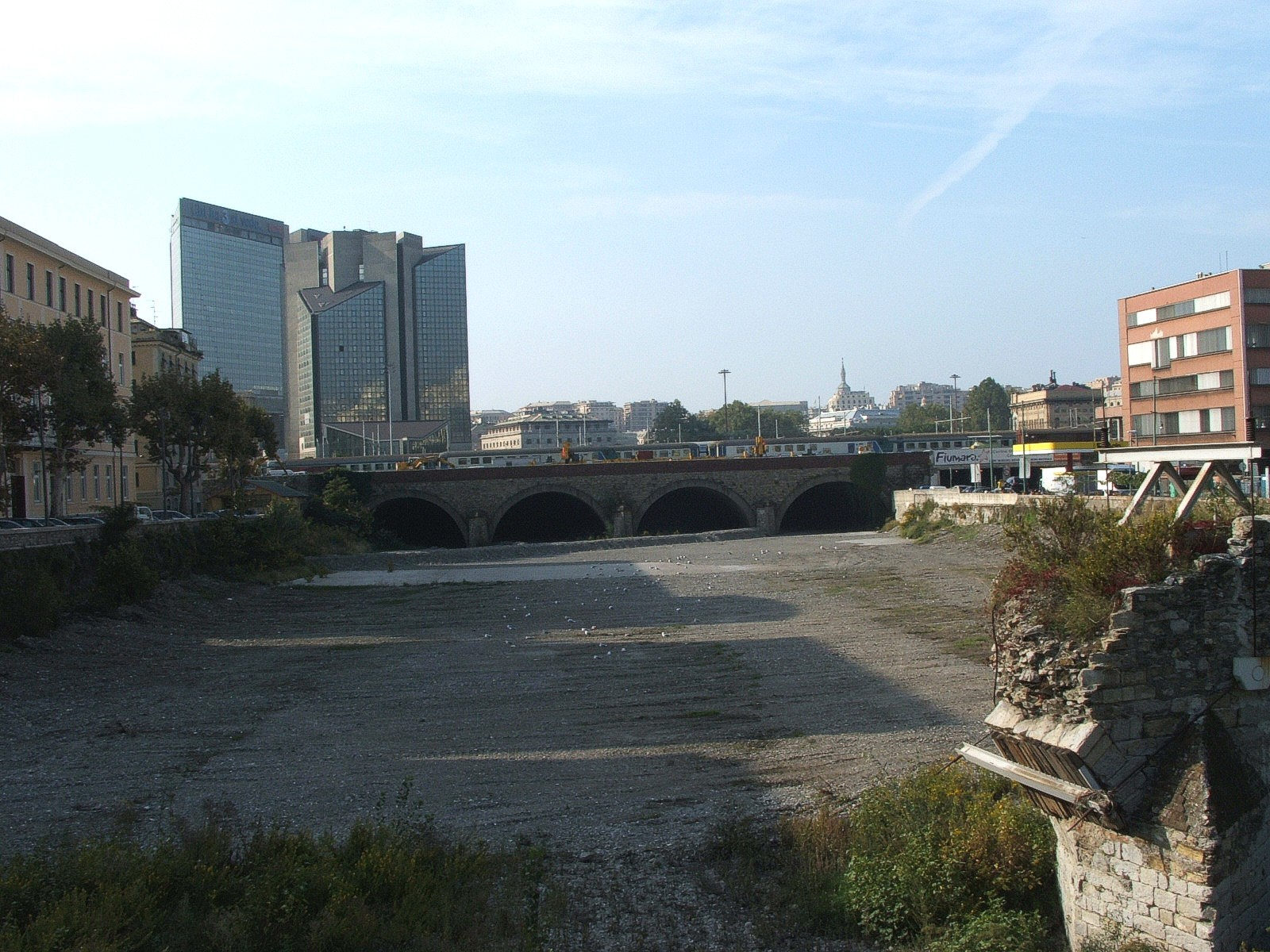
Il Bisagno a Genova; nella fotografia si vede l'inizio della copertura, in corrispondenza della stazione Brignole. Sullo sfondo i grattacieli della Corte Lambruschini

Il Bisagno, con un bacino di 95 km² e una lunghezza di circa 25 km, è il maggiore bacino idrografico a levante di Genova.
Attraversa i comuni di Bargagli e Davagna e i quartieri genovesi di Struppa, Molassana, Staglieno, Marassi, San Fruttuoso; sfocia nel quartiere della Foce.
Sulla copertura dell'ultimo tratto del suo corso, realizzata negli anni trenta del Novecento, corre il viale Brigate Partigiane, importante arteria della viabilità urbana genovese.
Nella seguente tabella sono riportati i dati relativi al Bisagno ed ai suoi principali affluenti.
| Torrente                        | Quartiere                                                             | Sorgente                                | Lunghezza | Superficie bacino | Principali affluenti                                             | Fonte  | Coordinate (foce)          | Note          |
| ------------------------------- | --------------------------------------------------------------------- | --------------------------------------- | --------- | ----------------- | ---------------------------------------------------------------- | ------ | -------------------------- | ------------- |
| Bisagno                         | Struppa (Prato, Doria) Molassana Staglieno Marassi San Fruttuoso Foce | Passo della Scoffera                    | 25 km     | 95 km²            | Elencati di seguito nella tabella                                | [ 23 ] | 44°23′43.47″N 8°56′35.26″E |               |
| Canate (affluente destro)       | Struppa                                                               | Monte Bastia di Marsiglia               | 4 km      | 8,8 km²           | Arvigo (sx)                                                      | [ 23 ] | 44°27′05.47″N 9°02′01.25″E | [ 24 ]        |
| Torbido (affluente destro)      | Struppa                                                               | Passo Gola di Sisa                      | 5 km      | 6 km²             |                                                                  | [ 23 ] | 44°26′53.34″N 9°00′24.07″E |               |
| Geirato (affluente destro)      | Molassana                                                             | Monte Alpe                              | 4 km      | 7,6 km²           | Rio Maggiore (dx)                                                | [ 23 ] | 44°27′13.41″N 8°58′49.06″E |               |
| Trensasco (affluente destro)    | Trensasco di Sant'Olcese, San Gottardo                                | Monte Trensasco                         | 2 km      |                   |                                                                  | [ 23 ] | 44°26′47.27″N 8°58′07.19″E | [ 25 ]        |
| Cicala (affluente destro)       | San Gottardo                                                          | Monte Due Fratelli (versante orientale) | 3 km      |                   |                                                                  | [ 23 ] | 44°26′35.42″N 8°57′53.59″E |               |
| Veilino (affluente destro)      | Staglieno                                                             | Monte Due Fratelli (versante orientale) | 3 km      |                   | Briscata (dx), Campobinello (dx), Casamavari (dx), Poggetti (sx) | [ 23 ] | 44°25′39.53″N 8°56′58.67″E | [ 26 ]        |
| Lentro (affluente sinistro)     | Struppa Nervi                                                         | Monte Becco                             | 6 km      | 11,6 km²          |                                                                  | [ 23 ] | 44°26′26.54″N 9°02′53.93″E | [ 27 ]        |
| Fereggiano (affluente sinistro) | Quezzi Marassi                                                        | Monte Ratti                             | 4 km      |                   | Molinetto (dx), Finocchiara (sx), Costa Bruciata (sx)            | [ 23 ] | 44°24′49.45″N 8°57′13.89″E | [ 28 ] [ 29 ] |
| Noce (affluente sinistro)       | San Fruttuoso                                                         | Camaldoli                               | 3 km      |                   |                                                                  |        | 44°24′28.16″N 8°57′04.91″E | [ 30 ]        |

## Levante

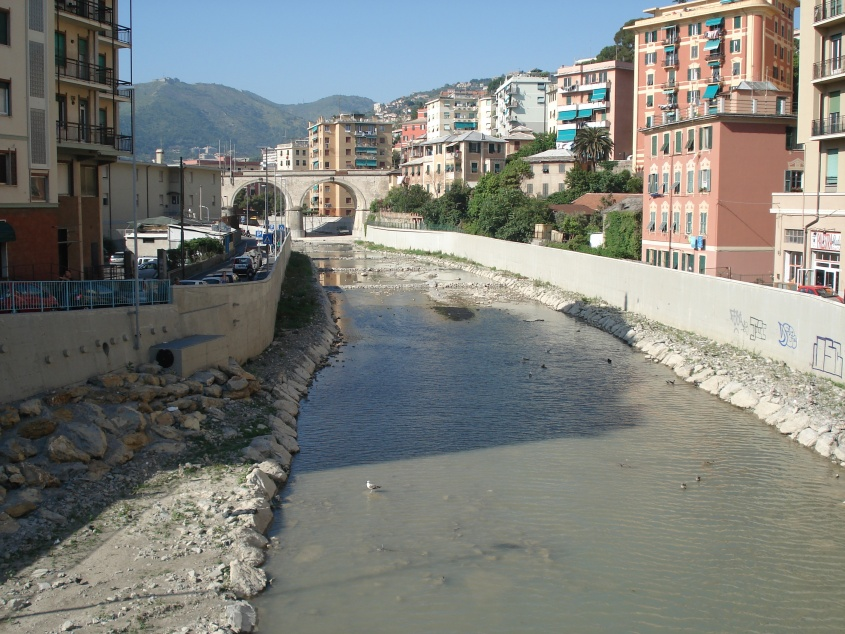
Il torrente Sturla
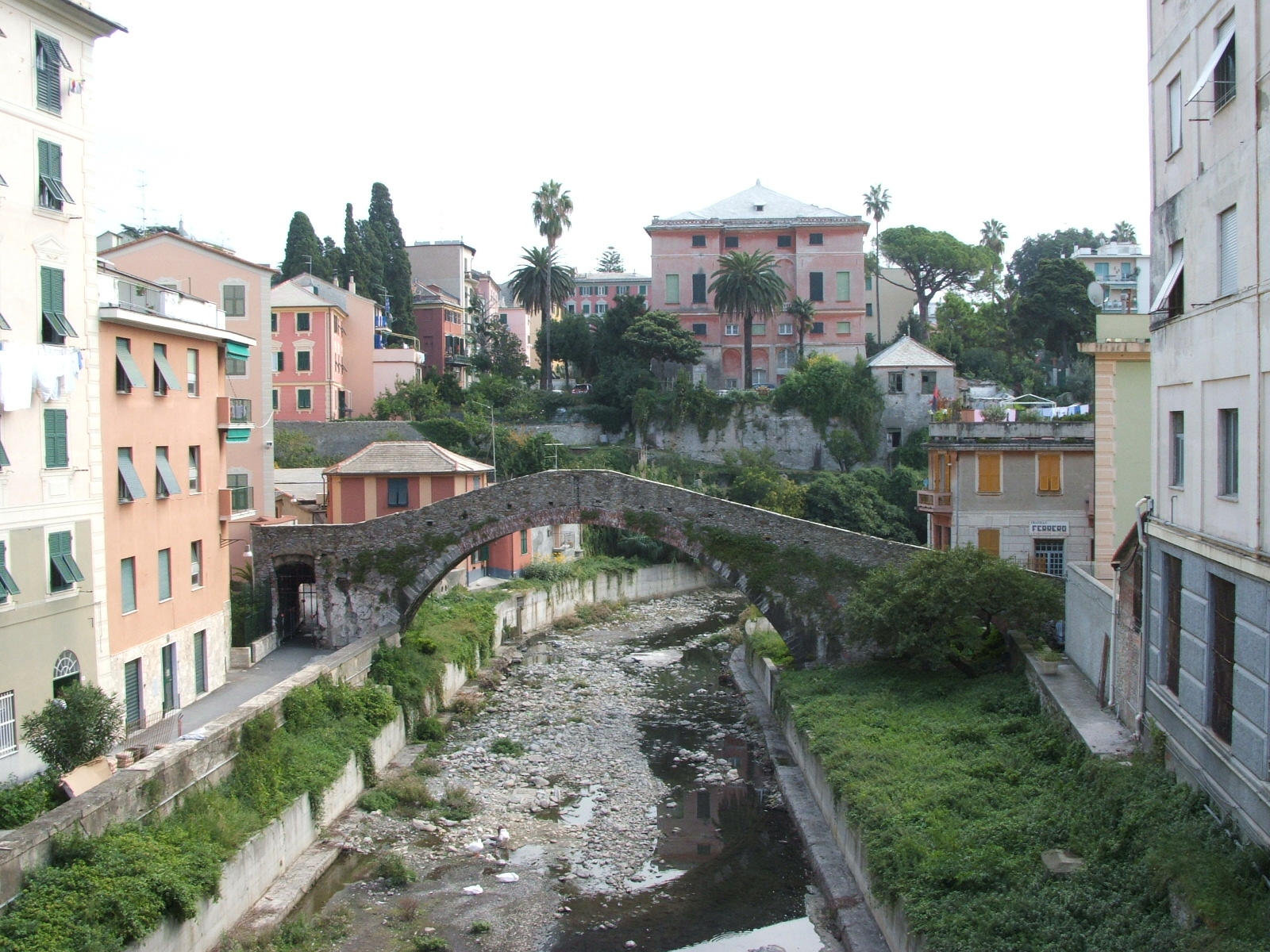
Il torrente Nervi

| Torrente   | Quartiere                              | Sorgente                      | Lunghezza | Superficie bacino | Principali affluenti                                              | Fonte  | Coordinate (foce)          | Note   |
| ---------- | -------------------------------------- | ----------------------------- | --------- | ----------------- | ----------------------------------------------------------------- | ------ | -------------------------- | ------ |
| Vernazza   | San Martino Sturla                     | Loc. Manegu (Forte Richelieu) | 3,8 km    | 1.9 km²           | Chiappeto (dx), Puggia (sx)                                       | [ 20 ] | 44°23′25.9″N 8°58′43.9″E   | [ 31 ] |
| Sturla     | Bavari San Desiderio Borgoratti Sturla | Monte Riega                   | 9 km      | 13 km²            | Canè (dx), Nasche (dx), Carpenea (sx), Pomà (sx)                  | [ 32 ] | 44°23′31.31″N 8°59′03.64″E |        |
| Priaruggia | Quarto                                 | Monte Borriga                 | 3 km      | 1.7 km²           |                                                                   | [ 20 ] | 44°23′14.02″N 8°59′50.45″E |        |
| Castagna   | Quarto                                 | Monte Borriga                 | 3 km      | 1,5 km²           | Fontagne (sx)                                                     | [ 20 ] | 44°23′10.43″N 9°00′10.72″E |        |
| Bagnara    | Quinto                                 | Monte Fasce                   | 3,4 km    | 1,6 km²           |                                                                   | [ 20 ] | 44°23′06.88″N 9°00′40.9″E  |        |
| San Pietro | Quinto                                 | Monte Fasce                   | 2,6 km    | 1,3 km²           |                                                                   | [ 20 ] | 44°23′07.27″N 9°00′49.44″E |        |
| Nervi      | Nervi                                  | Monte Bastia                  | 5 km      | 9,4 km²           | Garega (dx), Montetto (dx), Scaglia (dx), Orsiggia dell'Arma (dx) | [ 20 ] | 44°22′59.72″N 9°01′57.54″E |        |